# Butkovići
Butkovići is een plaats in de gemeente Svetvinčenat in de Kroatische provincie Istrië. De plaats telt 195 inwoners (2001).